# 山内豊武
山内 豊武（やまうち とよたけ）は、江戸時代後期の大名。土佐新田藩3代藩主。2代藩主・山内豊泰の長男として誕生。

## 略歴
享和3年（1803年）、父の死去により家督を継いだ。文政8年（1825年）7月29日、40歳で死去し、跡を長男・豊賢が継いだ。

## 系譜
- 父：山内豊泰（1765-1803）
- 母：貞操院 - 板倉勝武の娘
- 正室：溝口直侯の養女 - 逸見長祥の娘
  - 長男：山内豊賢（1807-1863）
- 生母不明の子女
  - 次男：山内豊充